# Mistrzostwa Polski w Judo 1962
6. edycja Mistrzostw Polski w judo odbyła się w 1962 roku w Koszalinie.

## Medaliści  mistrzostw Polski

### mężczyźni
| Konkurencja: | Złoto:                           | Srebro:                             | Brąz:                      |
| -68 kg       | Stanisław Tokarski               | Kazimierz Jaremczak Wybrzeże Gdańsk | Czesław Łaksa Wisła Kraków |
| -80 kg       | Ryszard Zieniawa Wybrzeże Gdańsk | Jan Okrój Wybrzeże Gdańsk           | Jan Nowak                  |
| +80 kg       | Michał Dzierzbicki               | Jerzy Grodek                        | Zbigniew Walczak           |
| open         | Ryszard Zieniawa Wybrzeże Gdańsk | Kazimierz Jaremczak Wybrzeże Gdańsk | Krzysztof Lesiński         |